# Torneo Apertura 2012 (El Salvador)
El Torneo Apertura 2012 fue el 29º torneo corto desde la creación del formato de un campeonato Apertura y Clausura, que se juega en la Primera División de El Salvador. La competencia fue ganada por Isidro Metapán que conquistó el séptimo título de su historia, y ganó el derecho para participar en la Concacaf Liga Campeones 2013-14.
La temporada inició el 14 de julio y finalizó el 16 de diciembre. Al igual que años anteriores, la liga se componía de 10 equipos, cada uno jugando partidos de local y visita contra los otros clubes para un total de 18 partidos. Los cuatro mejores equipos al final de la temporada regular tomaron parte de las semifinales. En este torneo subió un equipo de la Segunda División.
La empresa que posee los derechos exclusivos para transmitir por televisión en El Salvador y Estados Unidos es Telecorporación Salvadoreña, a través de canal 4.

## Ascenso  y  descenso
| Pos | Descendido de Primera División 2011/12 |
| --- | -------------------------------------- |
| 10º | Vista Hermosa                          |

| Pos | Ascendido de la Segunda División |
| --- | -------------------------------- |
| 1º  | Santa Tecla                      |

## Equipos participantes
| Equipo                    | Ciudad         | Entrenadores                                         | Estadio                              | Capacidad |
| ------------------------- | -------------- | ---------------------------------------------------- | ------------------------------------ | --------- |
| Águila                    | San Miguel     | Víctor Coreas                                        | Juan Francisco Barraza               | 10.000    |
| Alianza                   | San Salvador   | Ramiro Cepeda                                        | Estadio Cuscatlán                    | 53.400    |
| Atlético Marte            | San Salvador   | Jorge García                                         | Estadio Cuscatlán                    | 53.400    |
| FAS                       | Santa Ana      | Agustín Castillo                                     | Estadio Óscar Quiteño                | 15.000    |
| Isidro Metapán            | Metapán        | Edwin Portillo                                       | Estadio Jorge "Calero" Suárez        | 8.000     |
| Juventud Independendiente | San Juan Opico | Juan Ramón Sánchez                                   | Complejo Deportivo de San Juan Opico | 4.000     |
| Luis Ángel Firpo          | Usulután       | Edgar Henríquez                                      | Estadio Sergio Torres                | 5.000     |
| Once Municipal            | Ahuachapán     | Leonel Cárcamo (1 - 5) Juan Sarulyte (6 - 18)        | Estadio Simeón Magaña                | 5.000     |
| Santa Tecla               | Santa Tecla    | Osvaldo Escudero (1 - 13) Guillermo Rivera (14 - 18) | Estadio Las Delicias                 | 3.000     |
| UES                       | San Salvador   | Roberto Gamarra (1 - 14) Jorge Ábrego (15 - 18)      | Estadio Universitario                | 10.000    |

## Sistema de competencia
El torneo comprende una primera fase en la que los equipos juegan bajo el sistema todos contra todos a visita recíproca. Los equipos que ocupen los cuatro primeros lugares en la tabla de posiciones clasifican a la segunda fase.
En la segunda fase se juegan las semifinales del torneo, en el que el primer lugar de la tabla de posiciones juega contra el cuarto, y el segundo contra el tercero. Los partidos son a visita recíproca, y los dos primeros lugares deciden si juegan de local o visitante en la primera fecha. De existir igualdad en puntos y goles de diferencia en los juegos de la semifinal, pasa a la final del torneo el equipo que ocupó la mejor posición en la tabla. La final se juega a partido único, y de persistir igualdad tras los noventa minutos, habrá tiempo extra, y en última instancia los tiros desde el punto penal.

## Tabla de posiciones
|  |     | Equipos de fútbol      | Pts | PJ | G  | E | P  | GF | GC | Dif |
|  | --- | ---------------------- | --- | -- | -- | - | -- | -- | -- | --- |
|  | 1.  | Isidro Metapán         | 36  | 18 | 11 | 3 | 4  | 37 | 25 | +12 |
|  | 2.  | Alianza                | 34  | 18 | 10 | 4 | 4  | 36 | 19 | +17 |
|  | 3.  | FAS                    | 33  | 18 | 9  | 6 | 3  | 27 | 15 | +12 |
|  | 4.  | Águila                 | 31  | 18 | 9  | 4 | 5  | 29 | 19 | +10 |
|  | 5.  | Luis Ángel Firpo       | 25  | 18 | 7  | 4 | 7  | 26 | 24 | +2  |
|  | 6.  | Atlético Marte         | 23  | 18 | 7  | 2 | 9  | 28 | 25 | +3  |
|  | 7.  | Santa Tecla            | 21  | 18 | 5  | 6 | 7  | 24 | 33 | -9  |
|  | 8.  | UES                    | 20  | 18 | 4  | 8 | 6  | 20 | 25 | -5  |
|  | 9.  | Juventud Independiente | 19  | 18 | 4  | 7 | 7  | 27 | 34 | -7  |
|  | 10. | Once Municipal         | 5   | 18 | 1  | 2 | 15 | 15 | 50 | -35 |

Pts = Puntos; PJ = Partidos Jugados; G = Partidos Ganados; E = Partidos Empatados; P = Partidos Perdidos;
GF = Goles Anotados; GC = Goles Recibidos; Dif = Diferencia de gol
|  |                                                   |
|  | Cuatro primeros lugares clasifican a semifinales. |

## Calendario

### Fase de clasificación
| 14/7 | Las Delicias           | Santa Tecla            | 2:2 (enlace roto disponible en Internet Archive; véase el historial, la primera versión y la última). | Isidro Metapán   | 4.100 |
| 14/7 | Juan Francisco Barraza | Águila                 | 0:3 (enlace roto disponible en Internet Archive; véase el historial, la primera versión y la última). | Alianza          | 3.796 |
| 15/7 | Óscar Quiteño          | FAS                    | 0:0 (enlace roto disponible en Internet Archive; véase el historial, la primera versión y la última). | UES              | 5.492 |
| 15/7 | Complejo Municipal     | Juventud Independiente | 3:3 (enlace roto disponible en Internet Archive; véase el historial, la primera versión y la última). | Once Municipal   | 872   |
| 15/7 | Cuscatlán              | Atlético Marte         | 2:1 (enlace roto disponible en Internet Archive; véase el historial, la primera versión y la última). | Luis Ángel Firpo | 951   |

| 20/7 | Universitario         | UES              | 2:2 (enlace roto disponible en Internet Archive; véase el historial, la primera versión y la última). | Juventud Independiente | 1.077 |
| 21/7 | Jorge "Calero" Suárez | Isidro Metapán   | 2:1 (enlace roto disponible en Internet Archive; véase el historial, la primera versión y la última). | FAS                    | 2.315 |
| 22/7 | Simeón Magaña         | Once Municipal   | 0:1 (enlace roto disponible en Internet Archive; véase el historial, la primera versión y la última). | Atlético Marte         | 918   |
| 22/7 | Cuscatlán             | Alianza          | 7:1 (enlace roto disponible en Internet Archive; véase el historial, la primera versión y la última). | Santa Tecla            | 7.350 |
| 22/7 | Sergio Torres         | Luis Ángel Firpo | 0:1 (enlace roto disponible en Internet Archive; véase el historial, la primera versión y la última). | Águila                 | 1.721 |

| 28/7 | Juan Francisco Barraza | Águila         | 3:0 Archivado el 1 de agosto de 2012 en Wayback Machine.                                              | Once Municipal         | 1.577 |
| 29/7 | Las Delicias           | Santa Tecla    | 0:1 (enlace roto disponible en Internet Archive; véase el historial, la primera versión y la última). | Luis Ángel Firpo       | 2.353 |
| 29/7 | Cuscatlán              | Atlético Marte | 1:1 (enlace roto disponible en Internet Archive; véase el historial, la primera versión y la última). | UES                    | 811   |
| 29/7 | Óscar Quiteño          | FAS            | 1:0 (enlace roto disponible en Internet Archive; véase el historial, la primera versión y la última). | Juventud Independiente | 3.380 |
| 29/7 | Jorge "Calero" Suárez  | Isidro Metapán | 1:0 (enlace roto disponible en Internet Archive; véase el historial, la primera versión y la última). | Alianza                | 1.752 |

| 4/8  | Sergio Torres      | Luis Ángel Firpo       | 4:2 (enlace roto disponible en Internet Archive; véase el historial, la primera versión y la última). | Isidro Metapán |       |
| 5/8  | Simeón Magaña      | Once Municipal         | 1:2 Archivado el 14 de agosto de 2012 en Wayback Machine.                                             | Santa Tecla    |       |
| 5/8  | Complejo Municipal | Juventud Independiente | 4:3 Archivado el 14 de agosto de 2012 en Wayback Machine.                                             | Atlético Marte | 647   |
| 5/8  | Cuscatlán          | Alianza                | 3:2 Archivado el 14 de agosto de 2012 en Wayback Machine.                                             | FAS            | 9.805 |
| 10/8 | Universitario      | UES                    | 1:0 Archivado el 13 de agosto de 2012 en Wayback Machine.                                             | Águila         |       |

| 8/8 | Las Delicias           | Santa Tecla    | 3:0 (enlace roto disponible en Internet Archive; véase el historial, la primera versión y la última). | UES                    | 470   |
| 8/8 | Juan Francisco Barraza | Águila         | 3:0 Archivado el 12 de agosto de 2012 en Wayback Machine.                                             | Juventud Independiente | 673   |
| 8/8 | Óscar Quiteño          | FAS            | 2:0 Archivado el 12 de agosto de 2012 en Wayback Machine.                                             | Atlético Marte         | 1.435 |
| 8/8 | Cuscatlán              | Alianza        | 1:1 (enlace roto disponible en Internet Archive; véase el historial, la primera versión y la última). | Luis Ángel Firpo       | 6.468 |
| 8/8 | Jorge "Calero" Suárez  | Isidro Metapán | 5:0 (enlace roto disponible en Internet Archive; véase el historial, la primera versión y la última). | Once Municipal         | 735   |

| 29/8 | Complejo Municipal | Juventud Independiente | 5:1 Archivado el 14 de agosto de 2012 en Wayback Machine. | Santa Tecla    |  |
| 29/8 | Universitario      | UES                    | 1:4 Archivado el 14 de agosto de 2012 en Wayback Machine. | Isidro Metapán |  |
| 29/8 | Sergio Torres      | Luis Ángel Firpo       | 1:0 Archivado el 14 de agosto de 2012 en Wayback Machine. | FAS            |  |
| 29/8 | Cuscatlán          | Atlético Marte         | 0:1 Archivado el 14 de agosto de 2012 en Wayback Machine. | Águila         |  |
| 29/8 | Cuscatlán          | Once Municipal         | 1:2 Archivado el 14 de agosto de 2012 en Wayback Machine. | Alianza        |  |

| 18/8 | Las Delicias          | Santa Tecla      | 0:0 Archivado el 12 de agosto de 2012 en Wayback Machine. | Atlético Marte         | 1.375 |
| 18/8 | Óscar Quiteño         | FAS              | 0:0 Archivado el 12 de agosto de 2012 en Wayback Machine. | Águila                 | 6.274 |
| 18/8 | Jorge "Calero" Suárez | Isidro Metapán   | 1:1 Archivado el 12 de agosto de 2012 en Wayback Machine. | Juventud Independiente | 1.776 |
| 19/8 | Cuscatlán             | Alianza          | 1:1 Archivado el 12 de agosto de 2012 en Wayback Machine. | UES                    | 4.670 |
| 19/8 | Sergio Torres         | Luis Ángel Firpo | 4:2 Archivado el 12 de agosto de 2012 en Wayback Machine. | Once Municipal         | 641   |

| 24/8 | Universitario          | UES                    | 0:0 Archivado el 14 de agosto de 2012 en Wayback Machine.                                             | Luis Ángel Firpo |  |
| 25/8 | Juan Francisco Barraza | Águila                 | 0:0 Archivado el 14 de agosto de 2012 en Wayback Machine.                                             | Santa Tecla      |  |
| 25/8 | Óscar Quiteño          | FAS                    | 1:0 Archivado el 14 de agosto de 2012 en Wayback Machine.                                             | Once Municipal   |  |
| 26/8 | Complejo Municipal     | Juventud Independiente | 0:3 Archivado el 14 de agosto de 2012 en Wayback Machine.                                             | Alianza          |  |
| 26/8 | Cuscatlán              | Atlético Marte         | 4:1 (enlace roto disponible en Internet Archive; véase el historial, la primera versión y la última). | Isidro Metapán   |  |

| 15/9 | Las Delicias          | Santa Tecla      | 2:2 Archivado el 14 de agosto de 2012 en Wayback Machine.                                             | FAS                    |  |
| 15/9 | Jorge "Calero" Suárez | Isidro Metapán   | 3:2 Archivado el 14 de agosto de 2012 en Wayback Machine.                                             | Águila                 |  |
| 16/9 | Sergio Torres         | Luis Ángel Firpo | 2:3 (enlace roto disponible en Internet Archive; véase el historial, la primera versión y la última). | Juventud Independiente |  |
| 16/9 | Simeón Magaña         | Once Municipal   | 3:2 Archivado el 14 de agosto de 2012 en Wayback Machine.                                             | UES                    |  |
| 16/9 | Cuscatlán             | Alianza          | 2:1 Archivado el 14 de agosto de 2012 en Wayback Machine.                                             | Atlético Marte         |  |

| 22/9 | Jorge "Calero" Suárez | Isidro Metapán   | 1:1 Archivado el 14 de agosto de 2012 en Wayback Machine. | Santa Tecla            |  |
| 23/9 | Simeón Magaña         | Once Municipal   | 1:1 Archivado el 14 de agosto de 2012 en Wayback Machine. | Juventud Independiente |  |
| 23/9 | Universitario         | UES              | 0:0 Archivado el 14 de agosto de 2012 en Wayback Machine. | FAS                    |  |
| 23/9 | Cuscatlán             | Alianza          | 0:2 Archivado el 14 de agosto de 2012 en Wayback Machine. | Águila                 |  |
| 23/9 | Sergio Torres         | Luis Ángel Firpo | 0:2 Archivado el 14 de agosto de 2012 en Wayback Machine. | Atlético Marte         |  |

| 7/11 | Las Delicias           | Santa Tecla            | 2:2 Archivado el 14 de agosto de 2012 en Wayback Machine. | Alianza          |  |
| 7/11 | Óscar Quiteño          | FAS                    | 4:1 Archivado el 14 de agosto de 2012 en Wayback Machine. | Isidro Metapán   |  |
| 7/11 | Juan Francisco Barraza | Águila                 | 3:2 Archivado el 14 de agosto de 2012 en Wayback Machine. | Luis Ángel Firpo |  |
| 7/11 | Cuscatlán              | Atlético Marte         | 5:1 Archivado el 14 de agosto de 2012 en Wayback Machine. | Once Municipal   |  |
| 7/11 | Complejo Deportivo     | Juventud Independiente | 1:1 Archivado el 14 de agosto de 2012 en Wayback Machine. | UES              |  |

| 19/10 | Universitario      | UES                    | 1:0 Archivado el 14 de agosto de 2012 en Wayback Machine. | Atlético Marte | 165   |
| 21/10 | Sergio Torres      | Luis Ángel Firpo       | 2:0 Archivado el 14 de agosto de 2012 en Wayback Machine. | Santa Tecla    | 394   |
| 21/10 | Simeón Magaña      | Once Municipal         | 0:4 Archivado el 14 de agosto de 2012 en Wayback Machine. | Águila         | 530   |
| 21/10 | Complejo Deportivo | Juventud Independiente | 0:1 Archivado el 14 de agosto de 2012 en Wayback Machine. | FAS            | 897   |
| 21/10 | Cuscatlán          | Alianza                | 0:2 Archivado el 14 de agosto de 2012 en Wayback Machine. | Isidro Metapán | 2.341 |

| 27/10 | Las Delicias           | Santa Tecla    | 4:0 Archivado el 14 de agosto de 2012 en Wayback Machine. | Once Municipal         | 272   |
| 27/10 | Jorge "Calero" Suárez  | Isidro Metapán | 1:0 Archivado el 14 de agosto de 2012 en Wayback Machine. | Luis Ángel Firpo       | 1.057 |
| 27/10 | Juan Francisco Barraza | Águila         | 2:1 Archivado el 14 de agosto de 2012 en Wayback Machine. | UES                    | 1.703 |
| 27/10 | Óscar Quiteño          | FAS            | 2:1 Archivado el 14 de agosto de 2012 en Wayback Machine. | Alianza                | 5.069 |
| 28/10 | Cuscatlán              | Atlético Marte | 2:3 Archivado el 14 de agosto de 2012 en Wayback Machine. | Juventud Independiente | 480   |

| 31/10 | Simeón Magaña      | Once Municipal         | 1:3 Archivado el 14 de agosto de 2012 en Wayback Machine.                                             | Isidro Metapán |  |
| 31/10 | Complejo Municipal | Juventud Independiente | 2:2 Archivado el 14 de agosto de 2012 en Wayback Machine.                                             | Águila         |  |
| 31/10 | Universitario      | UES                    | 0:1 (enlace roto disponible en Internet Archive; véase el historial, la primera versión y la última). | Santa Tecla    |  |
| 31/10 | Sergio Torres      | Luis Ángel Firpo       | 0:2 Archivado el 14 de agosto de 2012 en Wayback Machine.                                             | Alianza        |  |
| 31/10 | Cuscatlán          | Atlético Marte         | 1:2 Archivado el 14 de agosto de 2012 en Wayback Machine.                                             | FAS            |  |

| 3/11 | Las Delicias           | Santa Tecla    | 1:0 Archivado el 14 de agosto de 2012 en Wayback Machine.                                             | Juventud Independiente |  |
| 3/11 | Jorge "Calero" Suárez  | Isidro Metapán | 1:2 (enlace roto disponible en Internet Archive; véase el historial, la primera versión y la última). | UES                    |  |
| 3/11 | Óscar Quiteño          | FAS            | 1:1 Archivado el 14 de agosto de 2012 en Wayback Machine.                                             | Luis Ángel Firpo       |  |
| 3/11 | Juan Francisco Barraza | Águila         | 1:3 Archivado el 14 de agosto de 2012 en Wayback Machine.                                             | Atlético Marte         |  |
| 4/11 | Cuscatlán              | Alianza        | 2:0 Archivado el 14 de agosto de 2012 en Wayback Machine.                                             | Once Municipal         |  |

| 10/11 | Universitario          | UES                    | 3:3 Archivado el 14 de agosto de 2012 en Wayback Machine.                                             | Alianza          |  |
| 10/11 | Juan Francisco Barraza | Águila                 | 1:1 Archivado el 14 de agosto de 2012 en Wayback Machine.                                             | FAS              |  |
| 11/11 | Complejo Municipal     | Juventud Independiente | 1:4 Archivado el 14 de agosto de 2012 en Wayback Machine.                                             | Isidro Metapán   |  |
| 11/11 | Simeón Magaña          | Once Municipal         | 1:3 Archivado el 14 de agosto de 2012 en Wayback Machine.                                             | Luis Ángel Firpo |  |
| 13/11 | Cuscatlán              | Atlético Marte         | 3:2 (enlace roto disponible en Internet Archive; véase el historial, la primera versión y la última). | Santa Tecla      |  |

| 17/11 | Simeón Magaña         | Once Municipal   | 1:3 Archivado el 14 de agosto de 2012 en Wayback Machine.                                             | FAS                    |  |
| 17/11 | Las Delicias          | Santa Tecla      | 1:3 Archivado el 14 de agosto de 2012 en Wayback Machine.                                             | Águila                 |  |
| 17/11 | Cuscatlán             | Alianza          | 2:0 Archivado el 14 de agosto de 2012 en Wayback Machine.                                             | Juventud Independiente |  |
| 17/11 | Sergio Torres         | Luis Ángel Firpo | 3:2 (enlace roto disponible en Internet Archive; véase el historial, la primera versión y la última). | UES                    |  |
| 17/11 | Jorge "Calero" Suárez | Isidro Metapán   | 1:0 Archivado el 14 de agosto de 2012 en Wayback Machine.                                             | Atlético Marte         |  |

| 25/11 | Cuscatlán              | Atlético Marte         | 0:2 Archivado el 14 de agosto de 2012 en Wayback Machine.                                             | Alianza          |  |
| 25/11 | Juan Francisco Barraza | Águila                 | 1:2 Archivado el 14 de agosto de 2012 en Wayback Machine.                                             | Isidro Metapán   |  |
| 25/11 | Universitario          | UES                    | 2:0 Archivado el 14 de agosto de 2012 en Wayback Machine.                                             | Once Municipal   |  |
| 25/11 | Óscar Quiteño          | FAS                    | 4:1 Archivado el 14 de agosto de 2012 en Wayback Machine.                                             | Santa Tecla      |  |
| 25/11 | Complejo Deportivo     | Juventud Independiente | 1:1 (enlace roto disponible en Internet Archive; véase el historial, la primera versión y la última). | Luis Ángel Firpo |  |

### Fase final

#### Semifinales
| 1 de diciembre de 2012, 19:00 | Águila     | 1:2 (1:2) | Isidro Metapán        | Estadio Juan Francisco Barraza, San Miguel |                          |
|                               | Santos 44' |           | Muñoz 36' · Mejía 38' | Árbitro(s): Kenso Araujo                   | Árbitro(s): Kenso Araujo |

| 8 de diciembre de 2012, 19:00                                   | Isidro Metapán                                | 3:2 (0:1) | Águila          | Estadio Jorge "Calero" Suárez, Metapán |                          |
|                                                                 | Bautista 52' · Muñoz 69' · Pacheco 73' (pen.) |           | Bonilla 45' 57' | Árbitro(s): Marlon Mejía               | Árbitro(s): Marlon Mejía |
| Isidro Metapán clasifica a la final con marcador global de 5:3. |                                               |           |                 |                                        |                          |

| 1 de diciembre de 2012, 19:00 | FAS       | 1:1 (0:1) | Alianza    | Estadio Óscar Quiteño, Santa Ana |                          |
|                               | Ulloa 76' |           | García 42' | Árbitro(s): Joel Aguilar         | Árbitro(s): Joel Aguilar |

| 9 de diciembre de 2012, 15:15                                                    | Alianza | 0:0 | FAS | Estadio Cuscatlán, San Salvador |  |
|                                                                                  |         |     |     | Árbitro(s): Jaime Carpio        |  |
| Alianza clasifica a la final por su mejor posición en la tabla de clasificación. |         |     |     |                                 |  |

### Final
| 24    | POR   | Fidel Mondragón    |     |
| 2     | DEF   | Milton Molina      |     |
| 5     | DEF   | Ernesto Aquino     |     |
| 15    | DEF   | Alfredo Pacheco    |     |
| 10    | MED   | Paolo Suárez       |     |
| 8     | MED   | Mauricio Perla     | 91' |
| 20    | MED   | Omar Mejía         |     |
| 16    | MED   | Ramón Sánchez      |     |
| 41    | MED   | José Peraza        | 46' |
| 11    | DEL   | Christian Bautista | 73' |
| 22    | DEL   | Nicolás Muñoz      |     |
| D. T. | D. T. | Edwin Portillo     |     |

| 1     | POR   | Miguel Montes      |     |
| 15    | DEF   | Danny Torres       |     |
| 21    | DEF   | Jonathan Barrios   |     |
| 6     | DEF   | Ramón Martínez     |     |
| 4     | DEF   | Carlos Arévalo     |     |
| 7     | MED   | Rudy Valencia      |     |
| 16    | MED   | Roberto García     | 21' |
| 13    | MED   | Elman Rivas        | 72' |
| 12    | MED   | Christian Castillo |     |
| 22    | DEL   | Rodolfo Zelaya     | 97' |
| 9     | DEL   | Sean Fraser        |     |
| D. T. | D. T. | Ramiro Cepeda      |     |

| 14 | Centrocampista | Eliseo Quintanilla | 46' |
| 9  | Delantero      | Jorge Ramírez      | 73' |
| 6  | Centrocampista | Julio Martínez     | 91' |

| 21 | Centrocampista | Arturo Albarrán   | 21' |
| 26 | Defensa        | Emerson Véliz     | 72' |
| 10 | Centrocampista | Josué Odir Flores | 97' |

| 106' | Nicolás Muñoz | 1:0 |

| 110' | Sean Fraser | 1:1 |

| Sí · No · Sí · Sí · Sí · Sí | Alfredo Pacheco Julio Martínez Ramón Sánchez Nicolás Muñoz Eliseo Quintanilla Milton Molina | 1:1 2:2 3:3 4:4 5:4 |

| Sí · No · Sí · Sí · Sí · No | Christian Castillo Arturo Albarrán Danny Torres Emerson Véliz Josué Odir Flores Miguel Montes | 1:0 1:1 2:1 3:2 4:3 4:4 |

| 13' · 56' · 69' · 90' | Mauricio Perla Ramón Sánchez Paolo Suárez Omar Mejía |

| 32' · 38' · 39' · 66' · 105' | Sean Fraser Danny Torres Elman Rivas Jonathan Barrios Emerson Véliz |

| 90' | Jonathan Barrios |

| Principal | Joel Aguilar |

| 24    | POR   | Fidel Mondragón    |     |
| 2     | DEF   | Milton Molina      |     |
| 5     | DEF   | Ernesto Aquino     |     |
| 15    | DEF   | Alfredo Pacheco    |     |
| 10    | MED   | Paolo Suárez       |     |
| 8     | MED   | Mauricio Perla     | 91' |
| 20    | MED   | Omar Mejía         |     |
| 16    | MED   | Ramón Sánchez      |     |
| 41    | MED   | José Peraza        | 46' |
| 11    | DEL   | Christian Bautista | 73' |
| 22    | DEL   | Nicolás Muñoz      |     |
| D. T. | D. T. | Edwin Portillo     |     |

| 1     | POR   | Miguel Montes      |     |
| 15    | DEF   | Danny Torres       |     |
| 21    | DEF   | Jonathan Barrios   |     |
| 6     | DEF   | Ramón Martínez     |     |
| 4     | DEF   | Carlos Arévalo     |     |
| 7     | MED   | Rudy Valencia      |     |
| 16    | MED   | Roberto García     | 21' |
| 13    | MED   | Elman Rivas        | 72' |
| 12    | MED   | Christian Castillo |     |
| 22    | DEL   | Rodolfo Zelaya     | 97' |
| 9     | DEL   | Sean Fraser        |     |
| D. T. | D. T. | Ramiro Cepeda      |     |

| 14 | Centrocampista | Eliseo Quintanilla | 46' |
| 9  | Delantero      | Jorge Ramírez      | 73' |
| 6  | Centrocampista | Julio Martínez     | 91' |

| 21 | Centrocampista | Arturo Albarrán   | 21' |
| 26 | Defensa        | Emerson Véliz     | 72' |
| 10 | Centrocampista | Josué Odir Flores | 97' |

| 106' | Nicolás Muñoz | 1:0 |

| 110' | Sean Fraser | 1:1 |

| Sí · No · Sí · Sí · Sí · Sí | Alfredo Pacheco Julio Martínez Ramón Sánchez Nicolás Muñoz Eliseo Quintanilla Milton Molina | 1:1 2:2 3:3 4:4 5:4 |

| Sí · No · Sí · Sí · Sí · No | Christian Castillo Arturo Albarrán Danny Torres Emerson Véliz Josué Odir Flores Miguel Montes | 1:0 1:1 2:1 3:2 4:3 4:4 |

| 13' · 56' · 69' · 90' | Mauricio Perla Ramón Sánchez Paolo Suárez Omar Mejía |

| 32' · 38' · 39' · 66' · 105' | Sean Fraser Danny Torres Elman Rivas Jonathan Barrios Emerson Véliz |

| 90' | Jonathan Barrios |

| Principal | Joel Aguilar |

| 24    | POR   | Fidel Mondragón    |     |
| 2     | DEF   | Milton Molina      |     |
| 5     | DEF   | Ernesto Aquino     |     |
| 15    | DEF   | Alfredo Pacheco    |     |
| 10    | MED   | Paolo Suárez       |     |
| 8     | MED   | Mauricio Perla     | 91' |
| 20    | MED   | Omar Mejía         |     |
| 16    | MED   | Ramón Sánchez      |     |
| 41    | MED   | José Peraza        | 46' |
| 11    | DEL   | Christian Bautista | 73' |
| 22    | DEL   | Nicolás Muñoz      |     |
| D. T. | D. T. | Edwin Portillo     |     |

| 1     | POR   | Miguel Montes      |     |
| 15    | DEF   | Danny Torres       |     |
| 21    | DEF   | Jonathan Barrios   |     |
| 6     | DEF   | Ramón Martínez     |     |
| 4     | DEF   | Carlos Arévalo     |     |
| 7     | MED   | Rudy Valencia      |     |
| 16    | MED   | Roberto García     | 21' |
| 13    | MED   | Elman Rivas        | 72' |
| 12    | MED   | Christian Castillo |     |
| 22    | DEL   | Rodolfo Zelaya     | 97' |
| 9     | DEL   | Sean Fraser        |     |
| D. T. | D. T. | Ramiro Cepeda      |     |

| 14 | Centrocampista | Eliseo Quintanilla | 46' |
| 9  | Delantero      | Jorge Ramírez      | 73' |
| 6  | Centrocampista | Julio Martínez     | 91' |

| 21 | Centrocampista | Arturo Albarrán   | 21' |
| 26 | Defensa        | Emerson Véliz     | 72' |
| 10 | Centrocampista | Josué Odir Flores | 97' |

| 106' | Nicolás Muñoz | 1:0 |

| 110' | Sean Fraser | 1:1 |

| Sí · No · Sí · Sí · Sí · Sí | Alfredo Pacheco Julio Martínez Ramón Sánchez Nicolás Muñoz Eliseo Quintanilla Milton Molina | 1:1 2:2 3:3 4:4 5:4 |

| Sí · No · Sí · Sí · Sí · No | Christian Castillo Arturo Albarrán Danny Torres Emerson Véliz Josué Odir Flores Miguel Montes | 1:0 1:1 2:1 3:2 4:3 4:4 |

| 13' · 56' · 69' · 90' | Mauricio Perla Ramón Sánchez Paolo Suárez Omar Mejía |

| 32' · 38' · 39' · 66' · 105' | Sean Fraser Danny Torres Elman Rivas Jonathan Barrios Emerson Véliz |

| 90' | Jonathan Barrios |

| Principal | Joel Aguilar |

| 24    | POR   | Fidel Mondragón    |     |
| 2     | DEF   | Milton Molina      |     |
| 5     | DEF   | Ernesto Aquino     |     |
| 15    | DEF   | Alfredo Pacheco    |     |
| 10    | MED   | Paolo Suárez       |     |
| 8     | MED   | Mauricio Perla     | 91' |
| 20    | MED   | Omar Mejía         |     |
| 16    | MED   | Ramón Sánchez      |     |
| 41    | MED   | José Peraza        | 46' |
| 11    | DEL   | Christian Bautista | 73' |
| 22    | DEL   | Nicolás Muñoz      |     |
| D. T. | D. T. | Edwin Portillo     |     |

| 1     | POR   | Miguel Montes      |     |
| 15    | DEF   | Danny Torres       |     |
| 21    | DEF   | Jonathan Barrios   |     |
| 6     | DEF   | Ramón Martínez     |     |
| 4     | DEF   | Carlos Arévalo     |     |
| 7     | MED   | Rudy Valencia      |     |
| 16    | MED   | Roberto García     | 21' |
| 13    | MED   | Elman Rivas        | 72' |
| 12    | MED   | Christian Castillo |     |
| 22    | DEL   | Rodolfo Zelaya     | 97' |
| 9     | DEL   | Sean Fraser        |     |
| D. T. | D. T. | Ramiro Cepeda      |     |

| 14 | Centrocampista | Eliseo Quintanilla | 46' |
| 9  | Delantero      | Jorge Ramírez      | 73' |
| 6  | Centrocampista | Julio Martínez     | 91' |

| 21 | Centrocampista | Arturo Albarrán   | 21' |
| 26 | Defensa        | Emerson Véliz     | 72' |
| 10 | Centrocampista | Josué Odir Flores | 97' |

| 106' | Nicolás Muñoz | 1:0 |

| 110' | Sean Fraser | 1:1 |

| Sí · No · Sí · Sí · Sí · Sí | Alfredo Pacheco Julio Martínez Ramón Sánchez Nicolás Muñoz Eliseo Quintanilla Milton Molina | 1:1 2:2 3:3 4:4 5:4 |

| Sí · No · Sí · Sí · Sí · No | Christian Castillo Arturo Albarrán Danny Torres Emerson Véliz Josué Odir Flores Miguel Montes | 1:0 1:1 2:1 3:2 4:3 4:4 |

| 13' · 56' · 69' · 90' | Mauricio Perla Ramón Sánchez Paolo Suárez Omar Mejía |

| 32' · 38' · 39' · 66' · 105' | Sean Fraser Danny Torres Elman Rivas Jonathan Barrios Emerson Véliz |

| 90' | Jonathan Barrios |

| Principal | Joel Aguilar |

Fuentes: El Gráfico Archivado el 19 de diciembre de 2012 en Wayback Machine. y La Página (enlace roto disponible en Internet Archive; véase el historial, la primera versión y la última).
|                                             |
| Campeón A. D. Isidro Metapán Séptimo título |

## Premios y reconocimientos

### Goleadores
| Jugador           | Equipo                 | Goles |
| ----------------- | ---------------------- | ----- |
| Nicolás Muñoz     | Isidro Metapán         | 12    |
| Sean Fraser       | Alianza                | 12    |
| César Larios      | Atlético Marte         | 9     |
| Nelson Bonilla    | Alianza                | 8     |
| Anel Canales      | Luis Ángel Firpo       | 7     |
| Juan Carlos Reyes | Juventud Independiente | 6     |
| Osael Romero      | Águila                 | 6     |

### Portero menos vencido
| Jugador        | Equipo | Estadística           |
| -------------- | ------ | --------------------- |
| Luis Contreras | FAS    | 10 goles en 15 juegos |

### Jugador más disciplinado
| Jugador      | Equipo | Estadística                                   |
| ------------ | ------ | --------------------------------------------- |
| César Larios | UES    | 1.250 minutos en 18 partidos sin amonestación |

### Entrenador con más victorias
| Entrenador     | Equipo         | Estadística    |
| -------------- | -------------- | -------------- |
| Edwin Portillo | Isidro Metapán | once victorias |

### Mejor novato
| Jugador        | Equipo         |
| -------------- | -------------- |
| Melvin Orantes | Once Municipal |